# Кван Ум
Школа Дзэн «Кван Ум»(англ. Kwan Um School of Zen, кор. 관음선종회 Кван Ым Сŏн чон хве, Школа Дзэн «Воспринимай Звук») — международная дзэн-школа, основанная в 1983 году в США корейским дзэн-мастером Сун Саном и адаптированная для западных учеников. Линия передачи учения школы «Кван Ум» восходит к корейскому буддийскому ордену Чоге. Стиль практики школы объединяет в себе ритуалы и правила общие для корейского буддизма и Риндзай-дзэн, а также включает элементы практики буддизма Чистой Земли.

## История

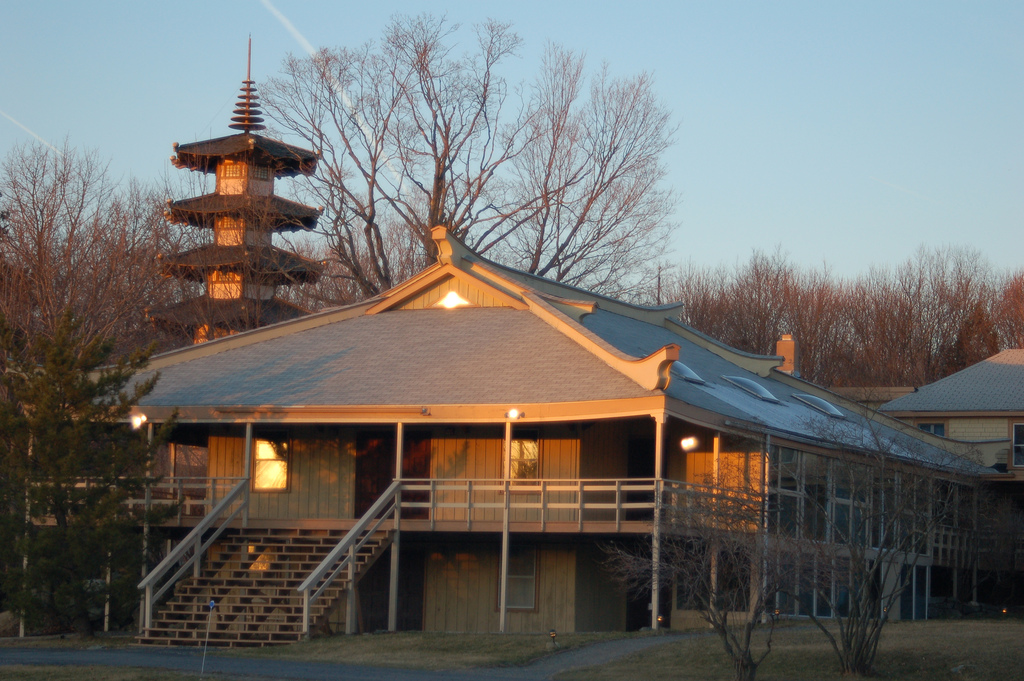
Дзэн-центр в Провиденсе, главный дзэн-центр школы

Школа была основана в 1983 году в США и через несколько лет создала свои отделения в Европе. На данный момент у школы имеется множество дзэн-центров по всему миру и несколько монастырей — в Корее, Тайване, Венгрии и США.

### В России
В России отделение «Кван Ум» появилось в 1990 году. В этот год мастер Сун Сан, приняв приглашение от М. С. Горбачёва, прибыл СССР и нашёл себе первых учеников. Некоторые ученики впоследствии приняли на себя монашеские обеты. Так в ретритном центре Санкт-Петербурга проживает монах Мёнгон.
В России существует около 10 общин школы с числом последователей от 10 до 50 человек в каждой. Основной дзэн-центр школы на территории России находится в Санкт-Петербурге и носит название «Дэ Хва Сон Вон». Дзэн-центр посещают около 50 последователей в возрасте 20-30 лет (данные приведены на момент 2002 года). Существуют дзэн-центры в Ростове-на-Дону, Краснодаре и Новгороде. В 1990-х годах существовали Московский и Ульяновский центры «Кван Ум», на данный момент не действующие. Также в 1990-е гг. в России действовал «Самарский буддийский центр международной школы дзэн „Кван Ум“», который, однако, не входил в список дзэн-центров школы «Кван Ум» и в 2003 году был ликвидирован Главным управлением министерства юстиции РФ по Самарской области в связи с нарушением федерального закона «О противодействии экстремистской деятельности».
Главным учителем школы в Европе (включая Россию) является дзэн-мастер Бон Шим. Ведущим учителем школы в России являлся мастер дхармы Олег Шук.

## Особенности школы и её учения
Исследователь В. Ю. Пореш отмечал, что целью практики школы является достижение свободы от «я», от своих мнений, условий и своей ситуации, дополнительно подтверждая это фразой учителя Му Сонг Сунима: «Истинная корейская идея — это никаких идей». При этом для достижения подобной свободы «в каждый момент жизни нужно ясно видеть, ясно слышать, ясно чувствовать». Школа также указывает, что необходимо «принять существование на земле, сказать ему „да“». Роль сангхи при этом состоит в «совместном действии».
Практика школы включает в себя четыре элемента:
1. Дзадзэн — сидячая медитация перед стеной.
2. Внезапное просветление, согласно учению Хуэйнэна.
3. Шоковые методы: внезапный удар и крик, согласно учению Ма Цзу.
4. Коан — парадоксальная задача, абсурдная для обычного рассудка.

Один из основных представителей российского отделения школы М. Рудакова видит практику школы в том, чтобы пытаться «всегда быть в правильной ситуации, в правильных отношениях, в правильной функции», что означает «держать неподвижно ум в любой ситуации и в любом состоянии».
Главной целью школы, согласно сайту школы www.kwanumeurope.org, является способствование распространению буддизма в мире. На сайте школы кроме новостей, текстов и руководств присутствует электронная почта мастеров школы, в том числе корейских мастеров, по которой, как указывает сайт, любой последователь может связаться с мастером школы для получения помощи. Также на сайте существует «виртуальная сангха», после регистрации в которой можно общаться с последователями школы в режиме on-line. Возможность удалённого общения с мастерами отличает европейский сайт школы Кван Ум от нескольких других европейских и японских сайтов прочих дзэнских школ.